# Gry og Regnbueriget
Gry og Regnbueriget (engelsk: True and the Rainbow Kingdom) er en amerikansk tegnefilmserie.

## Figurer
- Gry (engelsk: True)
- Absalon (engelsk: Bartleby)
- Regnbuekongen (engelsk: Rainbow King)
- Zee
- Lizette (engelsk: Grizelda)
- Fnuggi (engelsk: Frookie)

## Stemmer

### Engelske stemmer
- Michela Luci: Gry
- Jamie Watson: Absalon
- Eric Peterson: Regnbuekongen
- Dante Zee: Zee
- Anna Bartlam: Lizette
- Øvrige stemmer: Cory Doran, Addison Holley, Julie Lemieux, Brandon McGib, Derek McGrath, Stephany Seki, Jonathan Tan

### Danske stemmer
- Rose-Maria Kjær Westermann: Gry
- Jeff Scherlund: Absalon
- Michael Elo: Regnbuekongen
- Jonathan Westphal Stennicke: Zee
- Øvrige stemmer: Annevig Schelde Ebbe, Emil Birk Hartmann, Jesper Hagelskær Paasch, Jette Sophie Sievertsen, Johannes Nymark, Jonathan Westphal Stennicke, Lucca Piras Lützhøft, Mads Knarreborg, Torbjørn Hummel

- Instruktør: Julian Thiesgaard Kellerman
- Oversætter/Forfatter: Tekstkontoret
- Lydtekniker: Julian Thiesgaard Kellerman
- Studio: BTI Studios

## Episoder
| Nr. i serie | Nr. i sæson | Titel                                             | Skrevet af      |
| ----------- | ----------- | ------------------------------------------------- | --------------- |
| 1           | 1           | "Super duper dansefest" "Super Duper Dance Party" | John Slama      |
| 2           | 2           | "Fnuggipasning" "Frookie Sitting"                 | Doug Sinclair   |
| 3           | 3           | "Klistrende Zap" "Zappy Cling!"                   | John Slama      |
| 4           | 4           | "Zip Zap Zooooom!"                                | Tom K. Mason    |
| 5           | 5           | "Kongelig Stank" "A Royal Stink"                  | Doug Sinclair   |
| 6           | 6           | "Du gode gnom" "Great Grizmos"                    | MCM Craig Young |
| 7           | 7           | "Små hjælpere" "Little Helpers"                   | Carolyn Hay     |
| 8           | 8           | "Ønskehjertegrotten" "Wishing Heart Hollow"       | Dave Dias       |
| 9           | 9           | "Kat-rate-kongen" "The Kittynati"                 | Diana Moore     |
| 10          | 10          | "Et mysterium fuld af bær" "A Berry Big Mystery"  | Diana Moore     |